# Iamana
Iamana (en rus: Ямана) és un poble (un possiólok) de l'óblast d'Astracan, a Rússia, segons el cens del 2010 tenia 14 habitants.